# Condado de Lincoln (Oklahoma)
El condado de Lincoln (en inglés: Lincoln County), fundado en 1891, es un condado del estado estadounidense de Oklahoma. En el año 2000 tenía una población de 32.080 habitantes con una densidad poblacional de 13 personas por km². La sede del condado es Chandler.

## Geografía
Según la Oficina del Censo, el condado tiene un área total de 2501 km² (965,6 mi²), de la cual 2481 km² (957,9 mi²) es tierra y 20 km² (7,7 mi²) es agua.

## Demografía
En fecha censo de 2000, había 32.080 personas, 12.178 hogares, y 9.121 familias que residían en el condado.
En el 2000 la renta per cápita promedia del condado era de $ 31,187 y el ingreso promedio para una familia era de $36,310. El ingreso per cápita para el condado era de $14,890. En 2000 los hombres tenían un ingreso per cápita de $28,647 frente a $20,099 para las mujeres. Alrededor del 14.50% de la población estaba bajo el umbral de pobreza nacional.

## Condados adyacentes
- Condado de Payne (norte)
- Condado de Creek (noreste)
- Condado de Okfuskee (sureste)
- Condado de Pottawatomie (sur)
- Condado de Oklahoma (suroeste)
- Condado de Logan (noroeste)

## Ciudades y pueblos

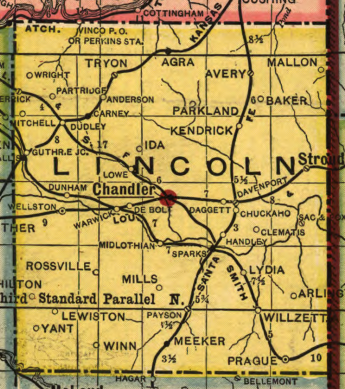
Mapa del condado

- Agra
- Avery
- Carney
- Chandler
- Davenport
- Fallis
- Jacktown
- Kendrick
- Meeker
- Parkland
- Prague
- Stroud
- Sparks
- Tryon
- Warwick
- Wellston

## Principales carreteras
- Interestatal 44
- U.S. Highway 62
- U.S. Highway 177
- U.S. Highway 377
- Carretera Estatal 18
- Carretera Estatal 66
- Carretera Estatal 99